# Liste der Monuments historiques in Hellimer
Die Liste der Monuments historiques in Hellimer führt die Monuments historiques in der französischen Gemeinde Hellimer auf.

## Liste der Bauwerke
| Bezeichnung   | Beschreibung                                             | Standort                       | Kennzeichnung | Schutzstatus | Datum | Bild |
| ------------- | -------------------------------------------------------- | ------------------------------ | ------------- | ------------ | ----- | ---- |
| Maison Bonert | Quereinhaus; Fachwerk, teilweise massiv, bezeichnet 1716 | 15 quartier de l’Église (Lage) | PA00107067    | Inscrit      | 1992  |      |

## Liste der Objekte
| Bezeichnung       | Beschreibung | Standort                       | Kennzeichnung | Schutzstatus | Datum | Bild |
| ----------------- | --- | ------------------------------ | ------------- | ------------ | ----- | ---- |
| Hauptaltar        | Altartisch mit Altaraufbau und Tabernakel, Altarkreuz und sechs Altarleuchter; Marmor und Kupfer, vergoldet, 19. Jahrhundert | in der Kirche St-Martin (Lage) | PM57000091    | Classé       | 1988  |      |
| Marienaltar       | linker Seitenaltar; Altartisch, Retabel und Skulptur; Holz, farbig gefasst und vergoldet, 18. Jahrhundert                    | in der Kirche St-Martin (Lage) | PM57000092    | Classé       | 1988  |      |
| Chorschranke      | Schmiedeeisen, Mitte des 18. Jahrhunderts                                                                                    | in der Kirche St-Martin (Lage) | PM57000094    | Classé       | 1988  |      |
| Lesepult          | Schmiedeeisen, Mitte des 18. Jahrhunderts                                                                                    | in der Kirche St-Martin (Lage) | PM57000095    | Classé       | 1988  |      |
| Wandvertäfelung   | Holz, farbig gefasst und vergoldet, Mitte des 18. Jahrhunderts                                                               | in der Kirche St-Martin (Lage) | PM57000490    | Classé       | 1993  |      |
| Chorgestühl       | Holz, farbig gefasst und vergoldet, Mitte des 18. Jahrhunderts                                                               | in der Kirche St-Martin (Lage) | PM57000493    | Classé       | 1993  |      |
| Zwei Kredenzen    | Holz, farbig gefasst und vergoldet, und Marmor, Mitte des 18. Jahrhunderts                                                   | in der Kirche St-Martin (Lage) | PM57000492    | Classé       | 1993  |      |
| Orgel             | Haupteintrag für PM57000090                                                                                                  | in der Kirche St-Martin (Lage) | PM57000727    | Classé       | 1988  |      |
| Orgelprospekt     | um 1700 gebaut | in der Kirche St-Martin (Lage) | PM57000090    | Classé       | 1988  |      |
| Kirchengestühl    | Holz, farbig gefasst und vergoldet, Mitte des 18. Jahrhunderts                                                               | in der Kirche St-Martin (Lage) | PM57000491    | Classé       | 1993  |      |
| Kanzel            | Holz, farbig gefasst, Mitte des 18. Jahrhunderts                                                                             | in der Kirche St-Martin (Lage) | PM57000788    | Inscrit      | 1986  |      |
| Sebastiansaltar   | rechter Seitenaltar; Altartisch, Retabel und Skulptur; Holz, farbig gefasst und vergoldet, 18. Jahrhundert                   | in der Kirche St-Martin (Lage) | PM57000093    | Classé       | 1988  |      |
| Zwei Beichtstühle | Holz, farbig gefasst, Mitte des 18. Jahrhunderts                                                                             | in der Kirche St-Martin (Lage) | PM57000789    | Inscrit      | 1986  |      |